# Amphilochus litoralis
Amphilochus litoralis is een vlokreeftensoort uit de familie van de Amphilochidae. De wetenschappelijke naam van de soort is voor het eerst geldig gepubliceerd in 1912 door Stout.